# Canal 4 Business
Canal 4 Business fue un canal de televisión español que emitía en la Comunidad Autónoma de las Islas Baleares con emisiones en español y en catalán.

## Historia
El 1 de marzo de 2011, Canal 4, Clip TV, Menorca TV y Business TV integraron sus emisiones en las Islas Baleares. La televisión resultante se denominaba Canal 4 Business y tenía alcance autonómico gracias a su difusión a través de las tres licencias TDT de Canal 4 para Mallorca, Menorca, Ibiza y Formentera. La programación combinaba la actualidad sobre economía y el análisis de los mercados de Business TV con la producción local de Canal 4. En febrero de 2012 se rompió este acuerdo y el canal volvió a su nombre y formato anterior.

## Programas destacados
- Avui notícies

Era el informativo de está cadena. Un espacio que incluía diferentes secciones con el objetivo de ofrecer todo aquello de interés para los ciudadanos de Baleares , tanto información general, como deportes o cultura.
- Les nostres sèries

La producción propia era una de las señas de identidad del canal. En el ámbito del entretenimiento eran conocidas las series de ficción producidas por el equipo de Peramunt : " Las cosas de en Maciá " , " C'an Clenxa " , " Esto es C'an Bum " , "Páginas de la La historia " ... Unas producciones que enlazaban con la tradición del teatro de variedades hecho en Mallorca..
- Mira com ballen

Para satisfacer el interés por el baile , Canal 4 Business presentó " Mira como bailan ", que era un recorrido virtual por el baile deportivo de todo el país para que la gente de Baleares pudiera entretenerse y aprender .
- Nit de Bauxa

Nit de Bauxa era uno de los programas con más audiencia del canal a lo largo del tiempo. Era un espectáculo de variedades, i actualidad tratada con humor.
- Hosteltur

En este espacio se daban semana tras semana el estado y las líneas más importantes de comportamiento del turismo balear.
- Fora de Joc

Era un programa de actualidad deportiva conducido por  Juan Antonio Bauzá.
- Nit 4

Era la apuesta semanal para la última hora de la noche. De la mano de la periodista Angela Seguí, las entrevistas trataban los temas más complejos desde todos los puntos de vista posibles.
- Artista

Un programa semanal para las temporadas de verano donde, con un formato de documenta , pasaba revista a los principales artistas plásticos (pintores y escultores) que trabajan en las Islas Baleares. Ellos mismos daban a conocer sus obras a los espectadores .
- Recicla TV

Recicla TV era un programa semanal de treinta minutos de carácter informativo sobre todas las posibilidades que el reciclaje de residuos.
- Així cuinam

- ¡Como Ayá!

Un espacio semanal destinado al mundo de la inmigración, que trataba temas de actualidad, curiosidades y personajes.
- Así es mi casa

Se trataba de una apuesta diaria por el sector de la vivienda. " Así es mi casa " mostrabas ofertas de viviendas que se poedían encontrar las islas.
- Coneix les illes

Un programa sobre ofertas de ocio y descanso como Hoteles, casas rurales o restaurantes.
- 4 gatos

Programa que se centraba en los personajes de las islas y que conducían los periodistas Carmen Cordón y Tomás Ibarz.
También se emitían programas de Business TV como Capital, Megabusiness o la redifusión de El gato al agua.